# Teika
Teika er en af Rigas 47 bydele (lettisk: apkaime, sing.). Teika har 31.958 indbyggere og dets areal udgør 468,20 hektar, hvilket giver en befolkningstæthed på 68 indbyggere per hektar.

## Eksterne kildehenvisninger
- Apkaimes – Rigas bydelsprojekt